# آبه‌خئا
ابگی (به هلندی: Abbegea) در هلند با جمعیت c٫۲۷۰ نفر است که در Súdwest-Fryslân واقع شده‌است.